# NGC 4476
NGC 4476 é uma galáxia elíptica (E-S0) localizada na direcção da constelação de Virgo. Possui uma declinação de +12° 20' 55" e uma ascensão recta de 12 horas, 29 minutos e 59,0 segundos.
A galáxia NGC 4476 foi descoberta em 12 de Abril de 1784 por William Herschel.